# 達靈頓角
72°0′S 60°43′W / 72.000°S 60.717°W
達靈頓角（英語：Cape Darlington），是南極洲的海岬，位於帕爾默地，是希爾頓灣入口處的南面，海拔高度305米，在1940年由美國研究隊發現，現時由南極條約體系管理。